# Modernización Ecológica
La modernización ecológica es una teoría sobre las sociedades contemporáneas, surgida al interior del campo de la sociología ambiental en la Europa industrializada, especialmente en países como Alemania y Holanda. Se trata de una aproximación teórica que busca una comprensión de las sociedades industriales contemporáneas y sus relaciones con los problemas ecológicos. Para algunos autores, como los sociólogos holandeses Gert Spaargaren y Arthur Mol, sus padres fundadores serían los sociólogos alemanes Martin Jänicke y Joseph Huber. 
Se considera que la modernización ecológica tiene dos grandes divisiones, interdependientes pero separables para el análisis. La primera se refiere a la modernización ecológica como una teoría del cambio social y la segunda como un programa político para el cambio.

## La modernización ecológica como programa político para el cambio
La modernización ecológica como programa político se relaciona con desarrollos histórico-empíricos en el campo de las políticas ambientales ocurridos durante las décadas de 1970 y 1980 en algunos países europeos y con el hecho que en este tiempo los asuntos ambientales pasaron a ser centrales para muchos grupos sociales y organizaciones. 
Martin Jänicke, sociólogo alemán, miembro del Consejo Consultivo Alemán para el Ambiente y profesor de la Universidad de Berlín, es el principal exponente de la modernización ecológica como una teoría de modernización política enfocada principalmente en nuevas formas de intervención política. 
Partiendo de la idea de que la crisis ambiental es también una crisis del Estado moderno, en sus primeros trabajos, Jänicke planteaba la necesidad de la expansión del Estado para apoyar el proceso de modernización ecológica. En su producción más reciente su preocupación se refiere a explorar las formas a través de las cuales la política en general es modernizada por el traslado de experiencias adquiridas en el campo ambiental hacia otras arenas políticas, enfatizando el nuevo papel del Estado que emerge a partir de allí. 

## La modernización ecológica como teoría del cambio social
La modernización ecológica como una teoría del cambio social hace parte de las escuelas de pensamiento de la sociedad industrial/posindustrial, surgida a partir de la década de 1980. Estos abordajes en general se caracterizan por una evaluación más benigna de las lógicas del capitalismo, en comparación con las escuelas de la desmodernización, haciendo énfasis en que los cambios que han sufrido y sufren en la actualidad las sociedades industriales deben solucionar la crisis ambiental. 
Para Mol y Spargaren (1995), el concepto de modernización ecológica aparece como una alternativa de mayor profundidad analítica al concepto de desarrollo sostenible. Este último sería un concepto limitado y vago que habría permitido el consenso de los países industrializados en torno a su importancia por integrar, como se señaló antes, la superación de la crisis ecológica con el crecimiento económico. La modernización ecológica esclarecería la relación entre el proceso de modernización y el ambiente en el contexto de las sociedades industrializadas. 
El fundamento de esta teoría es la idea de que es posible superar la crisis ambiental sin abandonar el proyecto de la modernización. El principal exponente es el sociólogo alemán Joseph Huber, profesor de la Universidad de Halle-Wittenberg, quien plantea como respuesta a la crisis ambiental una mayor modernización de las instituciones existentes en la sociedad industrial y una reestructuración de los procesos de producción y consumo. 
Huber plantea la necesidad de una “economización de la ecología”, en el sentido de dar valor económico a la naturaleza a través de una ecología que se convierta en una ciencia capaz de impactar el mundo de los negocios. Asimismo, existiría la necesidad de una “ecologización de la economía”, en el sentido de internalizar costos externos y desarrollar nuevas tecnologías más inteligentes y que beneficien el ambiente. 
Para Mol (1997) la modernización ecológica tendría cuatro características, las cuales se exponen a continuación:
- 1)	La ciencia y tecnología modernas son instituciones centrales para la reforma ecológica.

- 2)	Las dinámicas económicas y de mercado son fundamentales para la reforma ecológica.

- 3)	Cambio del papel del Estado en relación con la política ambiental. Por una parte la aparición de una política más participativa y descentralizada y por otra el paso de algunas tareas a otros sectores, tales como el mercado.

- 4)	Nueva posición de los movimientos sociales en el proceso de transformación ecológica, de comentadores críticos externos a los desarrollos sociales a participantes críticos de desarrollos destinados a la reforma ecológica.

De esta forma, el proceso de modernización ecológica implicaría la aparición de una esfera de la racionalidad ecológica, concebida más allá de otras racionalidades, principalmente la económica. La crisis ambiental serviría así para un proceso de mayor racionalización, en el cual la racionalidad ecológica se encuentre en igualdad de posición con respecto a otras racionalidades (económica, política, sociocultural), al mismo tiempo que en relación con ella.
Spargaaren (2000), por su parte, aporta al debate en torno a la modernización ecológica, la conceptualización del papel de los ciudadanos-consumidores. Para él, el comportamiento de los consumidores ha sido analizado por la sociología y otras áreas de forma instrumental, como si estos fueran agentes pasivos. La modernización ecológica resalta la necesidad de un análisis más detallado de este comportamiento tanto en el contexto de los ciclos de producción y consumo como con respecto al significado que las personas otorgan a los bienes y servicios. 
Asimismo este autor, junto con Arthur Mol, rescata la utilidad del concepto de modernización reflexiva planteado por Anthony Giddens y Ulrich Beck, para analizar la relación entre ambiente y modernidad. Los conceptos de individualización y globalización son especialmente importantes, el primero porque ayudaría a pensar la aparición de nuevas subpolíticas de estilos y agendas de vida en relación con la crisis ambiental; y el segundo para pensar los arreglos transnacionales y los regímenes de políticas internacionales en relación con el tema. 
La conceptualización realizada por Giddens (1990) con respecto a las cuatro dimensiones institucionales de la modernidad, también es rescatada por estos dos teóricos como de gran utilidad para evaluar el valor y el foco central no solo de la teoría de la modernización reflexiva sino de las diferentes perspectivas teóricas que tratan la relación entre ambiente y modernidad.

## Críticas a la teoría de la modernización ecológica
No obstante haber sido bien recibido en varios sectores de la comunidad académica europea, la modernización ecológica enfrenta una serie de críticas. 
Huber, en particular, es criticado por la ausencia de la agencia humana en el desarrollo de su teoría. Para sus críticos, el proceso de adaptación del sistema industrial que presupone la modernización ecológica no puede ser entendido ni realizado sin tomar en cuenta que son agentes humanos capaces e informados, quienes llevan a cabo este proceso. Asimismo se critica su concepción de la intervención del Estado en la promoción de este proceso como contraproducente a largo plazo. Frente a esto sus críticos argumentan que el Estado juega y ha jugado un papel importante en los niveles nacional e internacional. 
En general, las mayores críticas se refieren a la importancia y fe dadas a la ciencia y la tecnología, a su limitación del análisis de la modernidad al aspecto industrial y a la restricción del concepto de naturaleza a base de sustento. Para varias corrientes de pensamiento el capitalismo y la sostenibilidad son irreconciliables.